# Amatovci
Amatovci (1880-ig Amatovac) falu Horvátországban Pozsega-Szlavónia megyében. Közigazgatásilag Bresztováchoz tartozik.

## Fekvése
Pozsegától légvonalban 19, közúton 27 km-re, községközpontjától légvonalban 15, közúton 21 km-re északnyugatra, Szlavónia középső részén, a Papuk-hegység területén, a Szalatnokot Pozsegával összekötő 69-es számú főúttól és a Brzaja-patak völgyétől keletre emelkedő magaslaton fekszik.

## Története
A „Kućište” nevű lelőhely leletei szerint területén már a középkorban is település állt, mely a Crkvenik nevű birtokhoz tartozott. A török uralom idején Boszniából érkezett pravoszláv vlachok települtek ide.  Az első katonai felmérés térképén „Dorf Amatovacz” néven találjuk. Lipszky János 1808-ban Budán kiadott repertóriumában „Amatovacz” néven szerepel. Nagy Lajos 1829-ben kiadott művében „Amatovacz” néven összesen 12 házzal, 90 ortodox vallású lakossal találjuk. 1857-ben 101, 1910-ben 142 lakosa volt. 1910-ben a népszámlálás adatai szerint teljes lakossága szerb anyanyelvű volt. Pozsega vármegye Pakráci járásának része volt. Az első világháború után 1918-ban az új szerb-horvát-szlovén állam, majd később (1929-ben) Jugoszlávia része lett. A második világháború idején 1942-ben és 1943-ban súlyos harcok zajlottak itt. Végül az egész vidék a partizánok ellenőrzése alá került. 1991-ben lakosságának 89%-a szerb nemzetiségű volt. A délszláv háború során 1991 októberének elején foglalták el a JNA banjalukai hadtestének csapatai. A horvát hadsereg 123. pozsegai dandárjának egységei az Orkan ’91 hadművelet során 1991. december 16-án foglalták vissza. A szerb lakosság elmenekült. 2011-ben már nem volt állandó lakossága.

## Lakossága
| Lakosság változása | Lakosság változása | Lakosság változása | Lakosság változása | Lakosság változása | Lakosság változása | Lakosság változása | Lakosság változása | Lakosság változása | Lakosság változása | Lakosság változása | Lakosság változása | Lakosság változása | Lakosság változása | Lakosság változása | Lakosság változása |
| ------------------ | ------------------ | ------------------ | ------------------ | ------------------ | ------------------ | ------------------ | ------------------ | ------------------ | ------------------ | ------------------ | ------------------ | ------------------ | ------------------ | ------------------ | ------------------ |
| 1857               | 1869               | 1880               | 1890               | 1900               | 1910               | 1921               | 1931               | 1948               | 1953               | 1961               | 1971               | 1981               | 1991               | 2001               | 2011               |
| 101                | 124                | 101                | 95                 | 114                | 142                | 145                | 157                | 97                 | 105                | 107                | 69                 | 31                 | 19                 | 1                  | 0                  |